# Бернар Фріц
Бернар Фріц (фр. Bernard Fritz; нар. 5 жовтня 1953) — колишній французький тенісист.
Найвищу одиночну позицію світового рейтингу — 91 місце досяг 17 січня 1983, парну — 106 місце — 2 січня 1984 року.
Найвищим досягненням на турнірах Великого шолома було 3 коло в одиночному розряді.
Завершив кар'єру 1985 року.

## Фінали за кар'єру

### Парний розряд (4 поразки)
| Результат | W/L | Дата | Турнір            | Покриття | Партнер        | Суперники                       | Рахунок       |
| --------- | --- | ---- | ----------------- | -------- | -------------- | ------------------------------- | ------------- |
| Поразка   | 0–1 | 1979 | Бордо, Франція    | Ґрунт    | Іван Моліна    | Патріс Домінгес Дені Неглен     | 4–6, 4–6      |
| Поразка   | 0–2 | 1980 | Каїр, Єгипет      | Ґрунт    | Крістоф Фресс  | Ісмаїл Ель-Шафей Том Оккер      | 3–6, 6–3, 3–6 |
| Поразка   | 0–3 | 1983 | Ніцца, Франція    | Ґрунт    | Жан-Луї Ейє    | Бернард Буало Лібор Пімек       | 3–6, 4–6      |
| Поразка   | 0–4 | 1983 | Флоренція, Італія | Ґрунт    | Домінік Бедель | Франсіско Гонсалес Віктор Печчі | 6–4, 4–6, 6–7 |